# The Circus At The End Of The World (álbum de Abney Park)
The Circus At The End Of The World es el decimocuarto álbum de estudio de Abney Park.

## Lista de canciones
| N.º | Título                           | Duración |  |
| 1.  | «Circus At The End Of The World» | 3:44     |  |
| 2.  | «Blowing Off Steam»              | 3:53     |  |
| 3.  | «The Anthropophagists' Club»     | 3:38     |  |
| 4.  | «Follow Me If You Want To Live»  | 3:23     |  |
| 5.  | «Not Silent»                     | 4:06     |  |
| 6.  | «Life's The Thing»               | 2:40     |  |
| 7.  | «Buy This Captain Rum»           | 3:00     |  |
| 8.  | «Rise Up»                        | 3:43     |  |
| 9.  | «Scheherazade»                   | 3:59     |  |
| 10. | «Dominion Of Dust»               | 4:04     |  |
| 11. | «Katyusha»                       | 3:25     |  |
| 12. | «In Time»                        | 4:01     |  |
| 13. | «Rosie And Max»                  | 3:27     |  |

## Créditos
- Robert Brown - voz, derbake, acordeón diatónico, armónica, buzuki
- Kristina Erickson - teclado, piano
- Josh Goering - guitarra
- Titus Munteanu – violín
- Daniel Cederman - bajo, guitarra acústica
- Jody Ellen - voces secundarias